# Lujo Margetić
Lujo Margetić (Donja Stubica, 1920. október 18. – Fiume, 2010. május 17.), horvát történész, akadémikus, egyetemi tanár.

## Élete
A Zágrábi Egyetem Jogi Karán szerzett diplomát 1945-ben és doktorált 1946-ban. 1947 és 1956 között Rijeka Város Önkormányzatának, 1956 és 1976 között az Elektroprimorje vállalat alkalmazottja. 1976 és 1989 között jogtörténetet tanított a Rijekai Egyetem Jogi Karán. 1991-től a Horvát Tudományos és Művészeti Akadémia rendes tagja volt. A történész szakma tudományos folyóirata szerkesztőbizottságának tagja. Az 1997. évi horvát tudományos életműdíj díjaztottja.

## Munkássága
Margetić rendkívül termékeny író volt, nagy műveltséggel és tudományos affinitással. Számos művében kritizálta a kialakult történetírói nézeteket, így vitathatatlan érdemei vannak Horvátország történelemmel foglalkozó tudományágainak fejlesztésében. Mintegy ötven monográfia és több mint 300 tudományos cikk szerzője Horvátországban és külföldön. Meghatározta a középkori a horvát jog területeit, és szisztematikusan feldolgozta azok szinte minden ágát. Kritikai tanulmányokat írt számos jogi folyóiratba középkori jog tárgyában. Különös mértékben tanulmányozta az ókori és a késő ókori görög és római jogot, a horvát kora középkori történelmet és jogot, valamint a glagolita írást és az egyháztörténetet.

## Főbb művei
- Rimsko pravo (társszerző, 1980);
- Iz vinodolske prošlosti (1980);
- Srednjovjekovno hrvatsko pravo: stvarna prava (1983);
- Histrica et Adriatica (1983);
- Senjski statut (társszerző, 1985–87);
- Vinodolski zakon (1987);
- Povijest država i prava naroda SFR Jugoslavije (társszerző, 1988);
- Krčki (Vrbanski) statut iz 1388. (társszerző, 1988);
- Rijeka, Vinodol, Istra: studije (1990);
- Hrvatsko srednjovjekovno pravo: vrela s komentarom (társszerző, 1990);
- Zakon trsatski (társszerző, 1991);
- Statut koperskega komuna iz leta 1423. z dodatki do leta 1668 (1992);
- Antika i srednji vijek (1995);
- Grobnički urbari (1995);
- Hrvatsko srednjovjekovno obiteljsko i nasljedno pravo (1996);
- Istra i Kvarner (1996);
- Iz ranije hrvatske povijesti (1997);
- Srednjovjekovno hrvatsko pravo: obvezno pravo (1997);
- Rimsko pravo: izabrane studije (1999);
- Hrvatska i crkva u srednjem vijeku (2000);
- Zagreb i Slavonija: izbor studija (2000);
- Rapski statut (Lo Statuto di Arbe, 2001);
- Dolazak Hrvata (Ankunft der Kroaten, 2001);
- Prikazi i diskusije (2002).